# فيارودريغو
بلدية فيارودريغو (بالإسبانية: Villarrodrigo) هي بلدية تقع في مقاطعة خاين التابعة لمنطقة أندلوسيا جنوب إسبانيا.

## الديموغرافيا
بلغ عدد سكان بلدية فيارودريغو 449 نسمة عام 2011 (وفقاً للمعهد الوطني الإسباني للإحصاء).
| 617 | 573 | 581 | 510 | 532 | 474 | 449 |